# Heortia iridia
Heortia iridia là một loài bướm đêm trong họ Crambidae.